# Libellulosoma minuta
Libellulosoma minuta је инсект из реда Odonata и фамилије Corduliidae.

## Угроженост
Подаци о распрострањености ове врсте су недовољни.

## Распрострањење
Мадагаскар је једино познато природно станиште врсте.
Популациони тренд је за ову врсту непознат.

## Станиште
Станиште врсте су слатководна подручја.